# Nội dung (truyền thông)
Nội dung hay content là những thông tin chứa đựng bên trong các phương tiện truyền thông bao gồm Internet, điện ảnh, truyền hình, truyền thanh radio, đĩa CD/VCD, DVD, sách báo, tạp chí, nghệ thuật tạo hình cũng như các sự kiện trực tiếp. Việc sản xuất nội dung được nhắm trực tiếp đến người dùng cuối hoặc công chúng trong các lĩnh vực như xuất/chế bản, nghệ thuật/mỹ thuật và truyền thông tương tác. Bất kỳ nội dung nào được phát triển hay được truyền bá từ một cá nhân hoặc thay mặt, đại diện cho một người, nhóm người, tổ chức, đoàn thể, được kể đến nhưng không bị giới hạn đối với những nội dung được phân phối thông qua sách vở, tạp chí, brochure (tờ gấp), tờ rơi, bản tin, báo in, phương tiện truyền thông xã hội (social media), billboard (bảng hiệu), website, diễn đàn (forum), fanpage (Facebook), ứng dụng trên thiết bị di động (app), điện ảnh, truyền hình và radio, thì được gọi chung là nội dung truyền thông.